# Transmissió oral

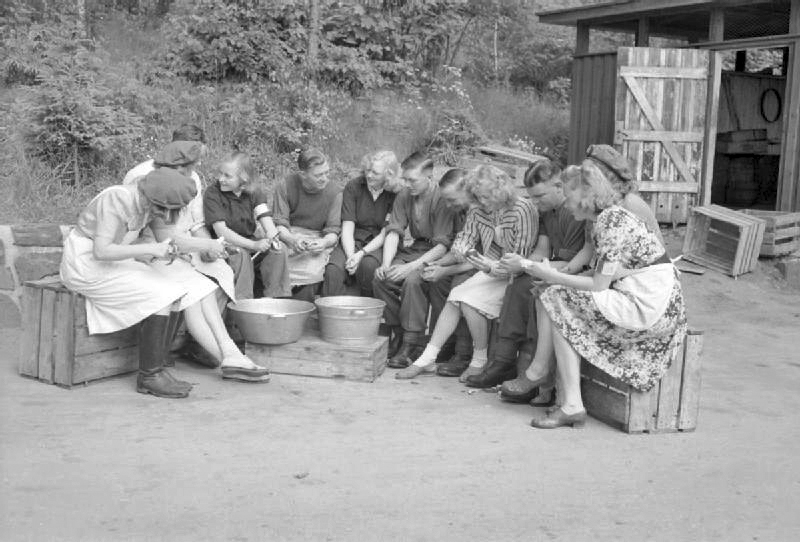
La transmissió oral d'alguna cosa pot ser fent-la amb altres persones

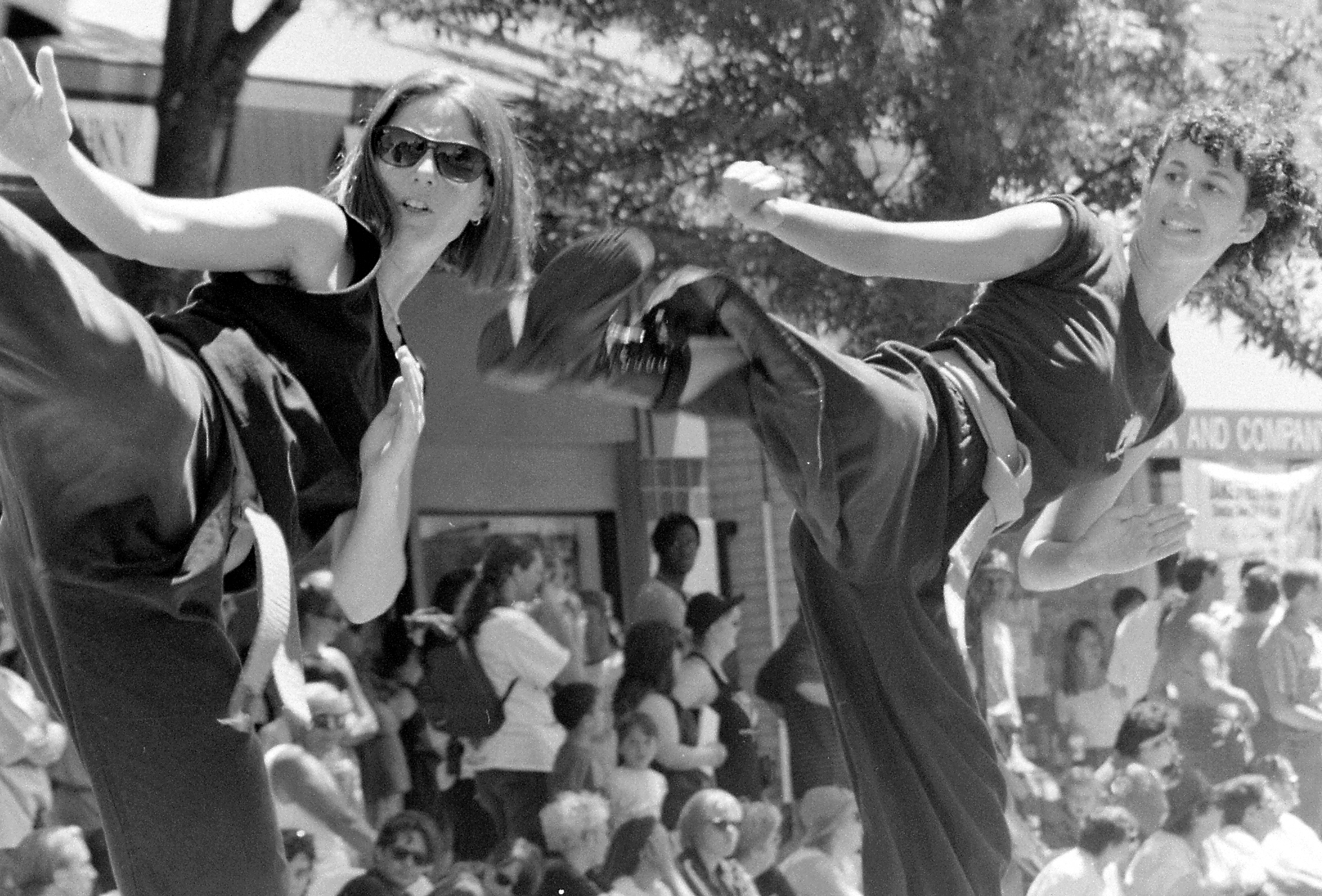
Religions, filosofies i maneres de veure la vida, com a partir de l'art o d'arts marcials, es transmeten sovint oralment de generació en generació.

La transmissió oral és una forma de comunicar cultura, tècniques i coneixements diversos verbalment de manera oral i en directe, de persona a persona, de vegades a través de diverses generacions. Les obres d'art transmeses d'aquesta manera solen ser o considerar-se anònimes. És indispensable i de moment insubstituïble en l'ensenyament i difusió de disciplines que es basen en l'empirisme acumulat i l'experiència, com per exemple l'entrenament actoral o el ioga.
La major part de la cultura popular que conforma la identitat d'un país ha arribat als nostres dies per aquest procediment, aquesta inclou la llengua, gastronomia, danses, castells i altres manifestacions de les festes populars, cançons, llegendes, etc. Algunes són tradicions, i llavors es parla de tradició oral, però no totes. Dintre de la cultura considerada "culta" també hi ha manifestacions que utilitzen encara ara aquest procediment, com per exemple ocorre a la pràctica amb les coreografies del repertori de dansa clàssica.
També s'han transmés per aquest procediment la majoria de tècniques aplicades a les arts i la tecnologia, i encara actualment, encara que hi hagi llibres i manuals escrits o en format de vídeo, sol ser la manera més efectiva d'ensenyar-les. Avui dia és a la pràctica la manera més habitual d'ensenyar i aprendre a utilitzar aparells tecnològics, ja que devant d'un dubte moltes persones prefereixen preguntar, en viu o per mitjà d'un fòrum, abans de llegir-se els manuals.
La "saviesa popular" sol incloure coneixements molt diversos, des de mèdics a socials passant pels agraris i domèstics, incloent-hi meteorològics, la cura de plantes, neteja, reparacions diverses, etc. Aquests coneixements són investigats per exemple pels enginyers abans de dissenyar certes construccions, ja que les dades estadístiques i els documents són insuficients per a conéixer el comportament i necessitats d'un territori. Moltes vegades, a la societat occidental, s'han menyspreat i considerat inferiors o no vàlids aquests coneixements. En particular, és destacable que la majoria d'ells s'han ignorat quan provenien de grups de dones, transmesos de mares a filles, i no han estat considerats vàlids, o fins i tot existents, fins que un home l'ha escrit i li ha posat el seu nom (Vegeu també: Visibilitat i Anònim).